# Шуен, Марсель
Марсель Шуен (нем. Marcel Schuhen; род. 13 января 1993, Кирхен, Рейнланд-Пфальц) — немецкий футболист, вратарь клуба «Дармштадт 98».

## Биография
Шуен — воспитанник футбольного клуба «Кёльн». С 2012 года начал привлекаться к тренировкам основной команды и выступал за вторую команду «Кёльна» в Региональной лиге. 
В 2014 году Шуен стал игроком «Ганзы» из Ростока, где провел три сезона в качестве основного вратаря команды[уточнить].
Летом 2017 года в качестве свободного агента Шуен перешёл в «Зандхаузен». В клубе вратарь провел два сезона, а по окончании контракта стал игроком другого клуба Второй Бундеслиги «Дармштадт 98».